# Partyrs
Partyrs est un jeu vidéo de puzzle développé et édité par Shelly Alon, sorti en 2014 sur iOS.

## Système de jeu
Dans une fête, les invités s'ennuient et le joueur doit trouver le moyen de satisfaire leurs envies (voisins, envie de musique, etc.).

## Accueil
- Canard PC : 7/10[1]
- Gamezebo : 4/5[2]
- Pocket Gamer : 8/10[3]
- TouchArcade : 3,5/5[4]